# Sully-sur-Loire
Sully-sur-Loire és un municipi francès, situat al departament del Loiret i a la regió de Centre – Vall del Loira. L'any 2022 tenia 5.142 habitants.

## Demografia
El 2007 tenia 5.781 habitants. El 2007 hi havia 2.741 habitatges, 2.417 eren l'habitatge principal, 100 segones residències i 224 estaven desocupats.
Habitants censats

## Economia
El 2007 la població en edat de treballar era de 3.396 persones, 2.427 eren actives i 969 eren inactives.
El 2009 hi havia 2.376 unitats fiscals que integraven 5.595 persones, la mediana anual d'ingressos fiscals per persona era de 15.816 €.

### Activitats econòmiques
Dels 347 establiments que hi havia el 2007, 5 eren d'empreses extractives, 10 d'empreses alimentàries, 1 d'una empresa de fabricació de material elèctric, 2 d'empreses de fabricació d'elements pel transport, 20 d'empreses de fabricació d'altres productes industrials, 47 d'empreses de construcció, 84 d'empreses de comerç i reparació d'automòbils, 18 d'empreses de transport, 25 d'empreses d'hostatgeria i restauració, 4 d'empreses d'informació i comunicació, 16 d'empreses financeres, 17 d'empreses immobiliàries, 35 d'empreses de serveis, 38 d'entitats de l'administració pública i 25 d'empreses classificades com a «altres activitats de serveis».
Dels 44 establiments comercials que hi havia el 2009, 2 eren supermercats, 2 grans superfícies de material de bricolatge, 1 una gran superfície de material de bricolatge, 1 una botiga de més de 120 m², 7 fleques, 5 carnisseries, 1 una botiga de congelats, 3 llibreries, 8 botigues de roba, 3 botigues d'equipament de la llar, 3 sabateries, 2 drogueries, 1 un drogueria, 2 joieries i 3 floristeries.
L'any 2000  hi havia 29 explotacions agrícoles que conreaven un total de 1.616 hectàrees.

## Persones
- Maurice de Sully (segle xii), bisbe de París 1160 i a 1196.